# Peredilnîțea, Starîi Sambir
Peredilnîțea (în ucraineană Передільниця) este un sat în comuna Trușevîci din raionul Starîi Sambir, regiunea Liov, Ucraina.

## Demografie
Componența lingvistică a localității Peredilnîțea
     Ucraineană (98,61%)
     Rusă (1,21%)
     Alte limbi (0,17%)
Conform recensământului din 2001, majoritatea populației localității Peredilnîțea era vorbitoare de ucraineană (98,61%), existând în minoritate și vorbitori de rusă (1,21%).